# Saint-Julien-près-Bort
Saint-Julien-près-Bort è un comune francese di 437 abitanti situato nel dipartimento della Corrèze nella regione della Nuova Aquitania.

## Società

### Evoluzione demografica
Abitanti censiti